# こちらCA編集部
「こちらCA編集部」（こちらシーエーへんしゅうぶ）は、『月刊コンプエース』（角川書店）の読者投稿コーナーである。

## 主なコーナー
おたより掲示板
めい、こめり、みき、じんたといったキャラクターたちが、読者からのおたよりに答える形のコーナー。
直撃ホットライン
読者から漫画家へ、直接質問のお便りがあり、それに漫画家が答えるというコーナー。
ひとコマピックアップ
先々月号の、心に残った名シーンを読者の投稿リクエストに答えてピックアップするコーナー。
イラかこ！
読者から投稿されたイラストを紹介するコーナー。
ちょこっとスタジオ
2010年3月号から開始したアンケートはがきの小さなスペースに書かれたイラストを紹介するコーナー。
4コマかこ！
2010年12月号から開始した読者から投稿された4コマ漫画を紹介するコーナー。

## キャラクター
めい
CA編集部のいわば取締役の女の子。チビッコだけど一人前。『ちょこっとスタジオ』と『4コマかこ！』を担当。みきからは「ボス」と呼ばれているが、ろくな扱いを受けていない。
こまり
CA編集部のいやし系だが、〆切に厳しく、怒ると恐い。『ひとコマピックアップ』を担当。みきからは、事実上編集部で一番偉いと思われている。
みき
誰に対してもタメ口を聞く無鉄砲な女の子。お便り掲示板では真っ先に読者からのお便りに応え、他のメンバーに突っ込まれたりしている。4コマ漫画では口が悪く、オタク男子の気持ちを味わっている事が多い。巨乳。
じんた
紙は食べないオスのヤギ。CA編集部での扱いは非常に悪い。主に暴走しがちなみきのフォロー役。
マー子
2010年3月号から加入したメスのリス。めいに代わり『イラかこ！』を担当。じんたをライバル視している。